# Anassilao di Larissa
Anassilao (in greco ᾿Αναξíλαος; fl. I secolo a.C.) è stato un filosofo e medico greco antico neopitagorico.
Originario della Tessaglia si occupò di scienze naturali e di magia. Secondo Eusebio, fu bandito da Roma nel 28 a.C. da Augusto con l'accusa di praticare la magia. Anassilao ha scritto sulle Magica proprietà dei farmaci derivati dai minerali, erbe, e altre sostanze opera non pervenutaci ma, citata da Plinio il Vecchio.